# أداما سيتي
نادي أداما سيتي لكرة القدم (بالأمهرية: አዳማ ከትማ እግር ኳስ ክለብ)‏، هو نادٍ إثيوبي محترف لكرة القدم مقره في أداما. يلعبون في الدوري الإثيوبي الممتاز، القسم الأول في كرة القدم الإثيوبية.